# Hospitaalorde
Een hospitaalorde is een christelijke gemeenschap van ridders, broeders en zusters die zich op het verplegen van zieken, vaak pelgrims, toelegt. De eerste hospitaalorden ontstonden in het Heilige Land tijdens de kruistochten.
De hospitaalridders waren niet alleen met verpleging belast, zij gingen gevechten niet uit de weg.
Naast de oorlog was er een gemeenschappelijk leven in de kloosters en de huizen van de orde. 
Bekende voorbeelden van hospitaalorden zijn:
- De Duitse Orde (opgericht in 1189)
- De Souvereine Militaire Orde van Sint-Jan van Jeruzalem, Rhodos en Malta
- De Hospitaalorde van Sint Jan die in Spanje actief was.
- De Orde van Sint-Lazarus
- De Orde van Sint Stanislaus

Deze ridderorden zijn nog steeds in de een of andere vorm actief.